# Aleksander Čeferin
Aleksander Čeferin (født 13. oktober 1967 i Ljubljana, Slovenien) er en slovensk advokat, der blev valgt som UEFA's præsident 14. september 2016, hvor han skulle afløse karantæneramte Michel Platini. Ved afstemningen, hvor hans modstander var hollænderen Michael van Praag, fik han 42 stemmer ud af 55 mulige. Čeferin har desuden været præsident for Sloveniens fodboldforbund siden 2011.
Som advokat er han uddannet på universitetet i Ljubljana, hvorefter han arbejdede i familiens advokatfirma (som han også var direktør for en overgang), hvor han repræsenterede professionelle sportsudøvere og ditto klubber.